# Conjunt del passatge de Sant Miquel
El Conjunt del passatge de Sant Miquel és una obra de Igualada (Anoia) protegida com a Bé Cultural d'Interès Local.

## Descripció
Passatge que comunica el carrer Santa Maria amb la plaça Sant Miquel. El seu recorregut es caracteritza per la irregularitat de les alineacions del carrer, i les seves amplades, aspectes característics dels carrers de la ciutat medieval. Destaca l'arc apuntat, de carreus de pedra, que té el carreró entrant pel carrer de Santa Maria. Està cobert amb volta on s'hi edificaren habitatges en una part del seu recorregut entre les quals destaca l'edificació modernista de la casa Ratés.
A sobre del portal s'hi poden observar unes inscripcions escrites al llarg del temps. Si travessem l'arc hi trobem a la dreta una pedra que hi posa "Portal de Sant Miquel" i també una rajola del mateix sant feta per Sunet Urgellés. Seguint pel mateix passatge a l'esquerra hi ha un carreró sense sortida on la llegenda explica que la ciutat hi tapià uns empestats.

## Història
El nom de Sant Miquel no apareix documentalment fins al segle xviii. En un cadastre dels edificis de la vila que va ser fet en temps de Carles III s'anomenava "carrer de les Voltes de Sant Miquel". Es segurament un dels més primitius de la ciutat, ja que formava part del primer recinte emmurallat (1132-1285). Estava al costat del temple parroquial de Santa Maria.